# Guerrico (Río Negro)
Guerrico o Contralmirante Martín Guerrico es una localidad argentina ubicada en el Departamento General Roca de la provincia de Río Negro. Se halla sobre la Ruta Nacional 22, 12 km al Sudeste del centro de Allen, de la cual depende administrativamente.
El área rural de Guerrico es amplia y punto de referencia en la zona. El zoológico de Bubalcó se encuentra en la isla 19 que corresponde al área de Guerrico. Cuenta con escuelas primarias y jardín de infantes.
Atraviesan la zona las rutas 22, ruta 65, ruta rural 4 y 11, más varios caminos enripiados utilizados para el transporte de frutas. La mayoría de sus pobladores son peones rurales y productores. No cuenta con agua potable ni gas, sí con energía eléctrica y transporte público.

## Población
Contó con 52 habitantes (Indec, 2010), lo que no representó cambio significativo frente a los 52 habitantes (Indec, 2001) del censo anterior.

El censo 2022 registró una población de 109 habitantes que se repartieron entre 59 hombres y 50 mujeres. Sin embargo, las cifras obtenidas fueron estimativas solo teniendo en cuenta a la población en viviendas particulares; es decir, excluyendo del dato a la población institucional y las personas sin hogar. Gracias a este censo también fue posible conocer su densidad y tamaño urbano.
| Evolución demográfica |
|                       |
| INDEC                 |